# Momonaga Sarina
Momonaga Sarina (百永 さりな (Bách-Vĩnh Tiếu-Lê-Thái) sinh ngày 12 tháng 12 năm 1996) là một nữ diễn viên khiêu dâm người Nhật Bản. Cô làm cho công ty NAX. Tên của cô khi mới ra mắt ngành phim khiêu dâm là Kurokawa Sarina (黒川 さりな; sinh ngày 9 tháng 12 năm 1995).
Vào ngày 12 tháng 4 năm 2021, cô thông báo trên trang Twitter cá nhân rằng cô sẽ rời Prime Agency, đổi tên biểu diễn thành Momonaga Sarina (百永 さりな), và chuyển công ty chủ quản thành NAX Promotion. Trên trang Twitter cá nhân, cô ghi năm sinh là 1995.

## Sự nghiệp
Tháng 9 năm 2017, cô ra mắt ngành phim khiêu dâm với tư cách là nữ diễn viên độc quyền của Prestige.
Tháng 8 năm 2018, cô hủy bỏ tư cách độc quyền và trở thành nữ diễn viên tự do.
Ngày 12 tháng 9 năm 2018, cô đổi tên trên tài khoản Twitter cá nhân (tài khoản cũ của cô) từ chữ Katakana (黒川サリナ) sang chữ Hiragana (黒川さりな).
Tháng 11 năm 2020, cô được chọn làm một trong "5 ứng cử viên Onapetto mới dành cho bạn" trong chương trình "Phỏng vấn câu hỏi các nữ diễn viên phim khiêu dâm yêu thích, tôi thực sự không muốn nói cho ai" của MANGO, một kênh tin tức hình ảnh phim khiêu dâm của GeoTV.
Ngày 12 tháng 4 năm 2021, cô thông báo sẽ rời Prime Agency trên trang Twitter cá nhân, đổi tên biểu diễn thành Momonaga Sarina (百永 さりな), và đã chuyển công ty chủ quản thành NAX Promotion.
Ngày 30 tháng 11 năm 2021, cô được giới thiệu bởi Rainbow Channel và đã được nhận giải Valuable Actress of Rainbow channel của Giải thưởng truyền hình phim khiêu dâm Sky PerfecTV!. Cô đã bình luận về việc này trong một chương trình có liên quan: "Tôi cũng muốn nhìn lại những người đó.(Trích người hâm mộ từ quá khứ) Có người đã nói tôi không được đề cử, tôi không ở trong bảng xếp hạng, và các bạn nói không xứng đáng để hỗ trợ."

## Đời tư
Cô sinh ra tại Tokyo.
Sở thích của cô là tập yoga nóng và kĩ năng đặc biệt của cô là bơi lội. Người ta thường nói cô trông không giống người tập thể thao, nhưng khi được hỏi, cô thường nói "Tôi bình thường tập tốt".
Khi cô đang vào học năm đầu tiên của cấp hai, cô gặp một người đàn anh lớn hơn 2 tuổi học cùng trường và quan hệ tình dục lần đầu trên tầng thượng của trường.
Cô trở thành nữ diễn viên phim khiêu dâm là do người quen giới thiệu. Trước đó cô có thành kiến với ngành này, song cô đã thay đổi suy nghĩ và quyết định rằng đó chỉ là câu chuyện hiện tại.
Khi cô thông báo đổi tên trên Twitter, cô viết rằng cô 24 tuổi trong phần giới thiệu nhưng trên thực tế là 22 tuổi. Vì vậy, ngày sinh của cô được cơ quan chủ quản thông báo là 12 tháng 12 năm 1996.
Trong công việc, cô thường được diễn những nhân vật phóng khoáng và tinh nghịch, nhưng những người đạo diễn thích những màn dạo đầu, dần dần cởi và tìm hiểu bộ phận từ ngoài vào trong. Cô nói rằng cô thích các hành động hơn là quan hệ bằng cách đẩy vào và ra liên tục.